# 3522 Becker
3522 Becker (1941 SW) là một tiểu hành tinh vành đai chính được phát hiện ngày 21 tháng 9 năm 1941 bởi Vaisala, Y. ở Turku.